# México na Segunda Guerra Mundial
O México assim como fez na Primeira Guerra Mundial, ficou ao lado dos Estados Unidos na Segunda Guerra Mundial. A principal contribuição do país na guerra foi no teatro do Oceano Pacífico.
O México declarou guerra às potências do Eixo em 22 de maio de 1942, após ter dois navios torpedeados por submarinos alemães, o Potrero del Llano e o Faja de Oro. Embora a maioria dos países americanos tenha entrado na guerra pelo lado dos Aliados, o México e o Brasil foram os únicos países latino-americanos que enviaram tropas para lutar no exterior durante a Segunda Guerra Mundial.
A primeira ação mexicana foi enviar para o Japão o Escuadrón 201, também conhecido como as águias astecas. Este grupo consistia em mais de 300 voluntários, treinados nos Estados Unidos para lutar contra o Japão Imperial. Foi a primeira unidade militar mexicana treinada para combate no exterior.

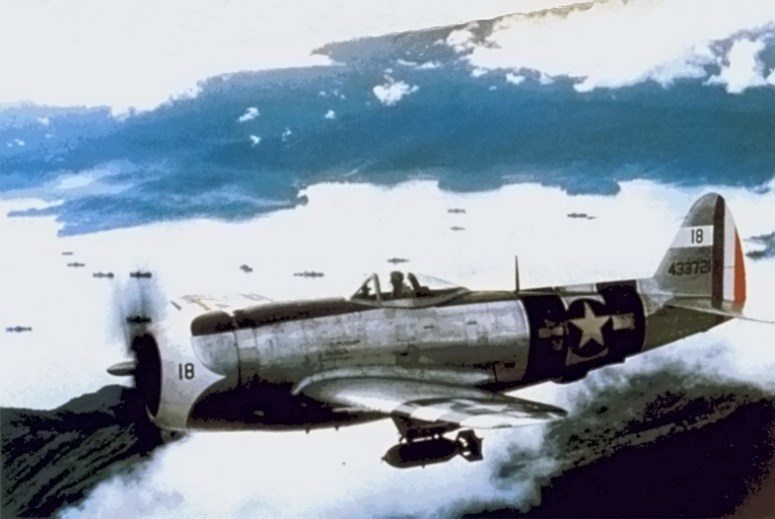
Caça do Escuadrón 201.

Além das ações militares, o México também promoveu programas na área civil. O principal deles foi o Programa Bracero, que consistia em milhares de mexicanos trabalharem nos EUA em apoio ao esforço de guerra. Isso também lhes deu a oportunidade de ganhar a cidadania dos EUA alistando-se nas forças armadas. As reais contribuições mexicanas estão na área da propaganda contra o Japão e principalmente contra a Alemanha Nazista, ajudando a espalhar o anti-nazismo na América Central.
As baixas totais mexicanas estão ao redor de 100, sendo todas registradas no teatro do Oceano Pacífico.